# HD 73603
HD 73603，又名BD-19 2489，SAO 154492、HR 3425，是一颗恒星，视星等为6.33，位于銀經243.4，銀緯12.93，其B1900.0坐标为赤經8h 34m 9.7s，赤緯-19° 12.93′ 8″。